# 937
Évszázadok: 9. század – 10. század – 11. század
Évtizedek: 880-as évek – 890-es évek – 900-as évek – 910-es évek – 920-as évek – 930-as évek – 940-es évek – 950-es évek – 960-as évek – 970-es évek – 980-as évek
Évek: 932 – 933 – 934 – 935 –  936 – 937 – 938 – 939 – 940 – 941 – 942

## Események

### Európa
- Meghal Gonosz Arnulf bajor herceg, utóda fia, Eberhard, aki fellázad az előző évben trónra került I. Ottó király ellen. Ottó egyébként is számos ellenséget szerez: Eberhard frank herceg ellen dönt annak egyik viszályában, valamint Hermann Billung és Gero szláv határvidéki őrgrófi kinevezéseivel is elidegeníti a posztokra pályázó többi főnemest.
- A magyarok megpróbálják adófizetésre kényszeríteni Ottót és nagy sereggel Németországba vonulnak. A bajor és a frank hercegek átengedik őket és Wormsnál elérik a Rajnát. Innen egy kisebb csapat Türingián át Szászországra támad, de őket Ottó megfutamítja és Metzig üldözi őket. A nagyobbik sereg Elzászt, Lotaringiát, Észak-Franciaországot, Aquitániát dúlja fel és kijutnak az Atlanti-óceánig. IV. Lajos nyugati frank király a megerődített Laonban keres menedéket. A sereg a Vogézeknél egyesül újra és Észak-Itálián át hazatér.
- Egy kisebb magyar sereg (vagy a Németországban portyázónak egy kontingense, vagy egy eleve ide induló) Dél-Itáliában fosztogat. A magyaroknak adót fizető Hugó király északi birtokait megkímélik, de Benevento, Capua és Nápoly vidékét feldúlják, a Monte Cassinó-i apátság birtokait felprédálják. Hazatérőben a Spoletói Hercegség egyik hegyszorosában a helybeliek megtámadják őket és a magyarok a zsákmány és a foglyok hátrahagyásával kénytelenek elmenekülni.
- Meghal II. Rudolf, Alsó- és Felső-Burgundia királya. Utóda 12 éves fia, III. Konrád, aki helyett hivatalosan Ottó német király kormányoz régensként. Rudolf özvegye, Sváb Berta decemberben feleségül megy Hugó itáliai királyhoz.
- Olaf Guthfrithson dublini viking király, valamint a skót II. Konstantin és a strathclyde-i Owain szövetkeznek Æthelstan angol király ellen, de a brunanburhi csatában döntő vereséget szenvednek.

### Kína
- Kelet-Kínában Li Pian megdönti Jang Vu királyságát és megalapítja a Déli Tang-dinasztiát.

## Születések
- II. Bagrat, ibériai király
- Haakon Sigurdsson, norvég hadúr
- Ku Hung-csung, kínai festő

## Halálozások
- július 11. – II. Rudolf, burgundiai király
- július 14. - Gonosz Arnulf, bajor herceg
- II. Dávid, ibériai király
- Marozia, itáliai hercegné

## Fordítás
- Ez a szócikk részben vagy egészben  a(z)   937 című angol Wikipédia-szócikk ezen változatának fordításán alapul.  Az eredeti cikk szerkesztőit annak laptörténete sorolja fel. Ez a jelzés csupán a megfogalmazás eredetét és a szerzői jogokat jelzi, nem szolgál a cikkben szereplő információk forrásmegjelöléseként.